# Guarda Nacional Eslovena
A Guarda Nacional Eslovena (em esloveno:  Slovensko domobranstvo, SD ;em alemão:  Slowenische Landeswehr), foi uma milícia colaboracionista antipartidária eslovena  que operou durante a ocupação alemã de 1943-1945 da província de Liubliana anteriormente ocupada pelos italianos.  A Guarda consistia nos antigos "Sentinelas da Aldeia" (em esloveno:  Vaške straže; em italiano:  Guardia Civica ),   parte da Milícia Voluntária Anticomunista patrocinada pela Itália, reorganizada sob o comando nazista após o Armistício Italiano de setembro de 1943.
A Guarda tinha ligações estreitas com partidos e organizações políticas anticomunistas de direita eslovenas, que forneciam a maior parte dos membros, recebendo assistência dos alemães em vez de lhes prestar assistência.   No litoral esloveno, uma unidade semelhante, mas muito menor, chamada Corpo de Defesa Nacional Esloveno (em esloveno:  Slovensko narodno varnostni zbor, em alemão:  Slowenisches Nationales Schutzkorps), mais comumente conhecida como Guarda Nacional do Litoral (em esloveno:  Primorsko domobranstvo) estava ideológica e organizacionalmente ligado ao SD. Uma autodefesa da Carniola Superior ainda menor (em esloveno:  Gorenjska samozaščita, em alemão:  Oberkrainer Landschutz), também conhecida como Guarda Nacional da Alta Carniolana (em esloveno:  Gorenjsko domobranstvo) operou na Alta Carníola  entre 1944 e 1945. Todas as três unidades de "guarda doméstica" eram compostas quase exclusivamente por eslovenos étnicos. No seu auge, eles tinham um número combinado de cerca de 21.000 homens, sendo 15.000 na província de Ljubljana, 3.500 na Marcha Juliana e 2.500 na Alta Carniola. Os oficiais e a língua de comando eram o esloveno. 
Alguns dos grupos de resistência fora da Frente de Libertação da Nação Eslovena (OF) liderada pelos comunistas eram conhecidos coletivamente pela OF como Guardas Brancos (esloveno: Bela garda). Os oficiais de ligação britânicos com os guerrilheiros eslovenos viam os Guardas Brancos como outro nome para os Guardas Nacionais e declararam-nos inimigos dos Aliados.

## Contexto

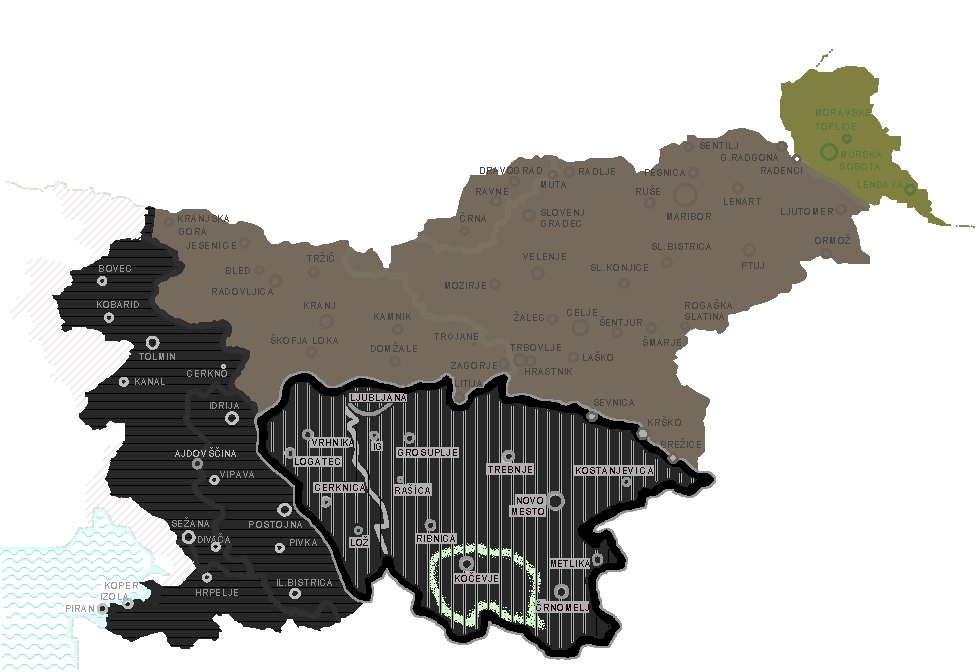
A província de Liubliana em um mapa da Eslovênia moderna. A província é mostrada pela área alinhada verticalmente no sul.

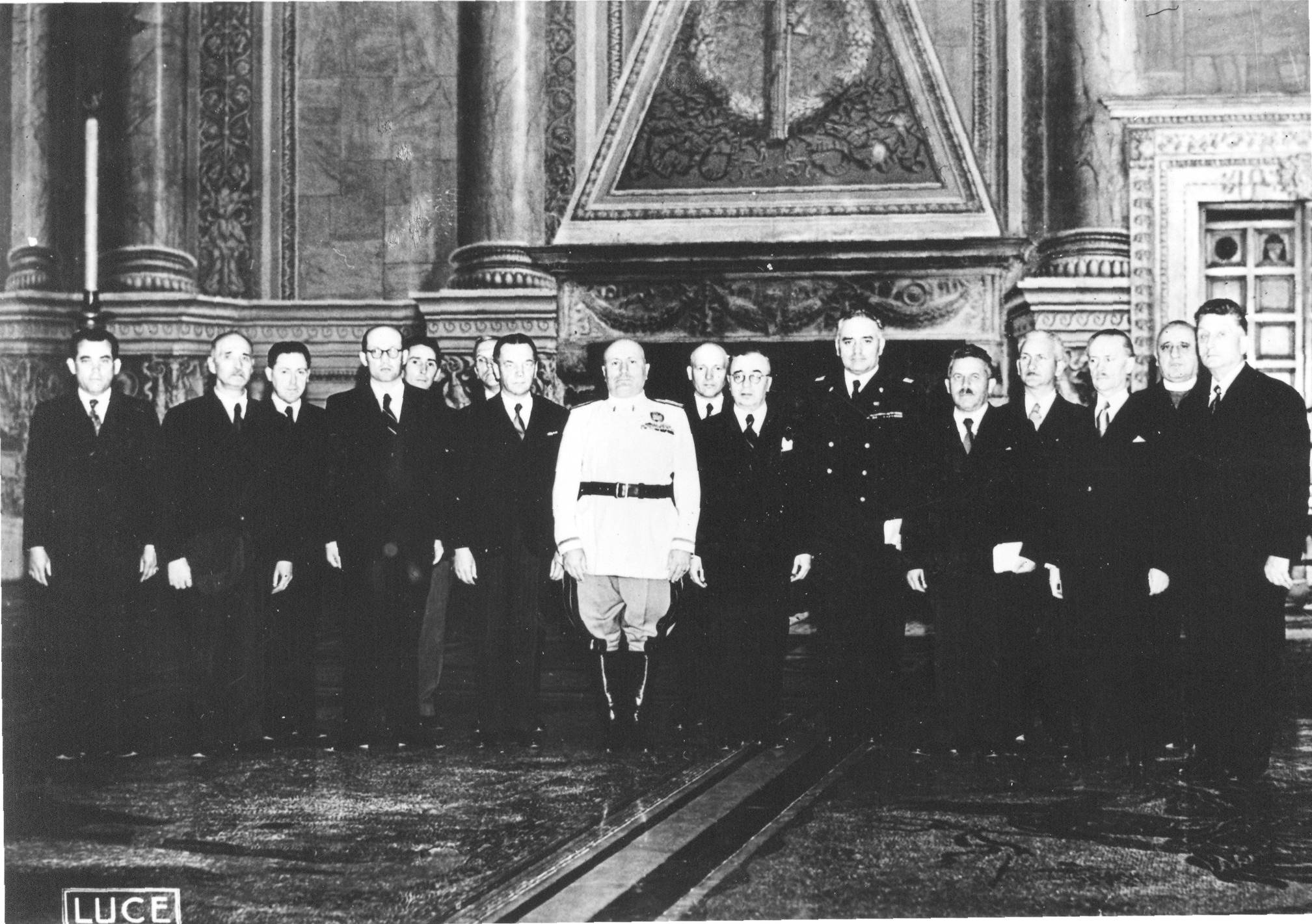
Marko Natlačen e políticos eslovenos encontram-se com Mussolini, 8 de junho de 1941

Em abril de 1941, o Reino da Iugoslávia foi invadido pelas potências do Eixo, rapidamente invadido e dividido. As áreas da Iugoslávia que hoje formam o país da Eslovênia foram anexadas pela Alemanha, Itália e Hungria. Os italianos anexaram territórios do sul da Eslovênia com uma população de 336.279 habitantes,  como a província de Ljubljana. As tropas de ocupação italianas, o XI Corpo de Exército, asseguraram a nova província, introduziram leis fascistas e um alto comissário civil italiano foi nomeado. 
O influente bispo católico romano de Liubliana, Gregorij Rožman, e os políticos locais do pré-guerra, liderados por Marko Natlačen, expressaram imediatamente a sua vontade de colaborar com as autoridades fascistas, escrevendo cartas públicas de apoio à anexação da província de Liubliana à Itália. Em 8 de junho de 1941, Natlačen levou políticos e industriais eslovenos a reunirem-se com Mussolini em Roma, após o que reiteraram a sua lealdade e começaram a colaborar oficialmente com os italianos na Consulta, um órgão supostamente consultivo, que não tinha poder. 
Grande parte da força policial e da administração pública do pré-guerra continuou a trabalhar para as novas autoridades fascistas.

### A resistência começa
Logo após a anexação, vários grupos de resistência surgiram, mas apenas a Frente de Libertação da Nação Eslovena (em esloveno:  Osvobodilna fronta slovenskega naroda), ou simplesmente Frente de Libertação (Osvobodilna fronta, OF) levantou unidades armadas e se envolveu em sabotagem e resistência ativa. A OF consistia em dezoito agrupamentos distintos, incluindo o Partido Comunista da Eslovênia, um número bastante grande de membros do Partido Socialista Cristão, alguns membros do corpo de ginástica Sokol, vários intelectuais progressistas, alguns ex-oficiais do Exército Real Iugoslavo, e até mesmo alguns membros do Partido Popular Esloveno, fortemente católico. Estes organismos variavam em origem, ideologia e força, mas estavam unidos na sua política de resistência armada imediata às forças ocupantes. 

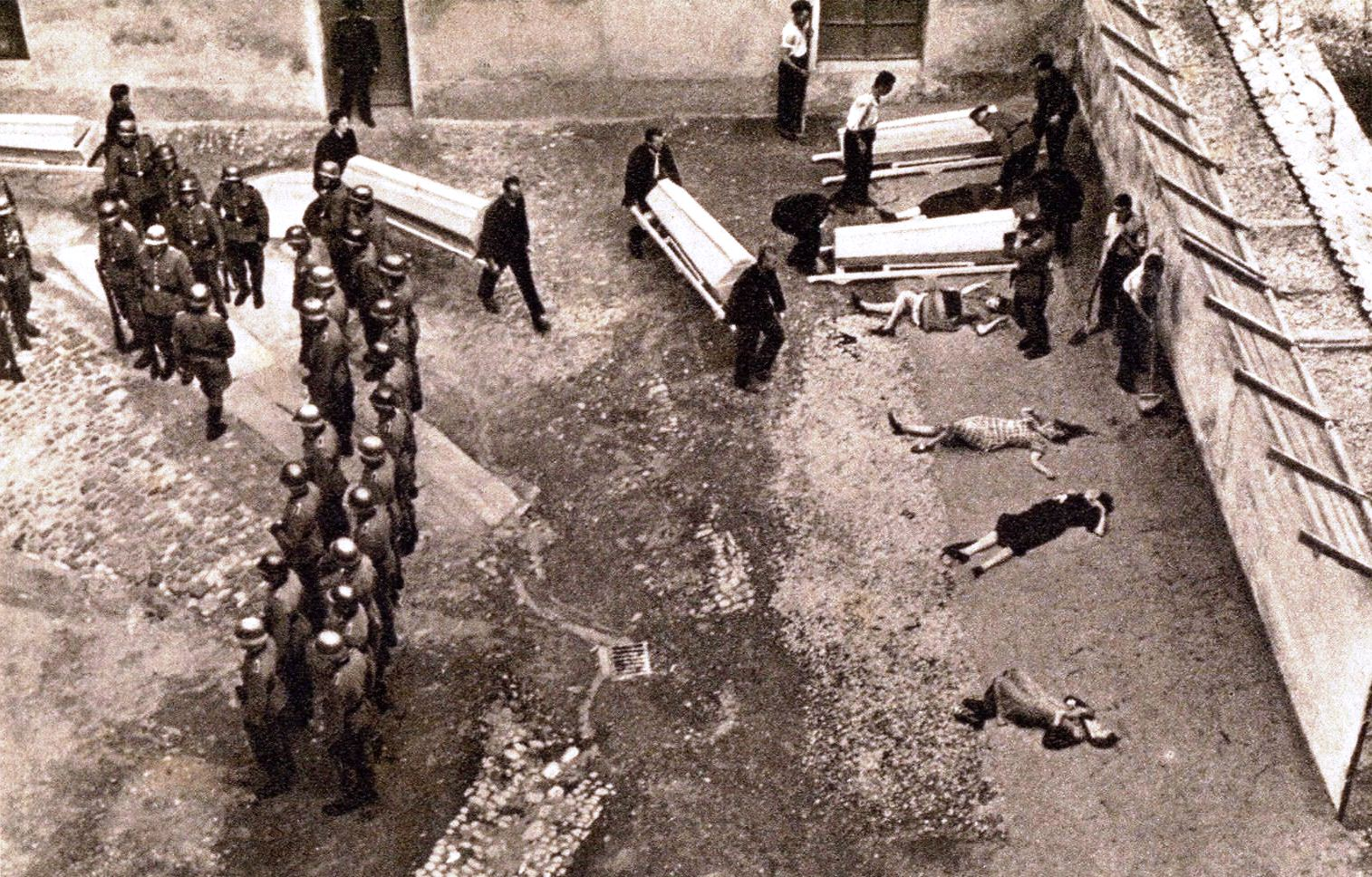
Tropas alemãs em 21 de julho de 1941, executando alguns dos 374 reféns eslovenos que executaram em Celje, entre eles 49 mulheres (um oficial alemão está executando uma mulher com um tiro na cabeça)

Além da OF, outros grupos políticos organizaram-se na base de que formariam o núcleo da resistência contra os italianos em algum momento no futuro. Estes grupos geralmente consideravam a resistência imediata inútil, dado o inimigo esmagador, e que seria demasiado dispendiosa em termos de vidas, propriedades e sofrimento. Em vez disso, planearam esperar até que as tropas aliadas chegassem à região, depois mobilizar-se e, usando armas obtidas dos Aliados ou através da captura, virar-se contra os italianos e estar do lado vencedor quando a guerra terminasse.
Nisto reflectiram a mesma abordagem do líder Chetnik no território da Sérvia ocupado pelos alemães, Draža Mihailović. Alguns destes grupos tinham uma postura pró-Ocidente, mas outros eram pró-Eixo, como testemunhou o número de colaboradores ativos dos italianos. A parte principal do Partido Popular Esloveno formou a Legião Eslovena, o Partido Nacional Iugoslavo e a maioria de Sokol formaram a Legião Sokol, e outro grupo que foi formado foi a Legião Nacional. Todas estas últimas organizações tentaram posicionar-se para tirar vantagem de qualquer resultado resultante da guerra. Esses grupos não pertencentes ao OF eram conhecidos coletivamente pelo OF como "Guardas Brancos" (em esloveno:  Bela garda).
Os grupos pró-Ocidente procuraram o restabelecimento da Jugoslávia, e em comum com os comunistas, a expansão da Jugoslávia para incluir aquelas terras eslovenas que tinham sido anexadas pela Itália ou permaneceram parte da Áustria após a Primeira Guerra Mundial. 
A liderança da OF estava nas mãos de vários comunistas, Boris Kidrič, Edvard Kardelj e Franc Leskošek. Em agosto, o OF criou o Serviço de Segurança e Inteligência (em esloveno:  Varnostno-obveščevalna služba, VOS) para coordenar atividades de resistência. Esta era uma pequena e seleta organização policial secreta, liderada por Zdenka Kidrič, esposa de Boris Kidrič. Embora fizesse parte da OF, a VOS estava sob controle exclusivamente comunista. 
Durante a segunda metade de 1941, os Guardas Brancos permaneceram inativos contra os italianos. Isto contrastava fortemente com a OF, que realizou as suas primeiras acções armadas contra os italianos após a invasão da União Soviética pelo Eixo no final de Junho. O seu braço armado eram os Partidários Eslovenos. A OF desenvolveu uma organização clandestina em Liubliana e no campo, e os Partidários conduziram ataques às forças italianas e sabotaram alvos importantes a partir de Julho. Os italianos retaliaram contra a OF e contra a população civil, conduzindo operações no final do verão e início do outono que destruíram ou desmembraram muitas das companhias partidárias e causaram perdas a outras. Os grupos não-OF fizeram contato com Mihailović e planejaram fornecer recrutas para o seu "Exército Iugoslavo na Pátria" durante uma futura revolta contra os italianos. 
Os reveses na OF, seguidos pelo início de um inverno rigoroso e precoce, significaram que os guerrilheiros ganharam pouco terreno até o início de 1942. Em dezembro, a VOS iniciou uma campanha contra os eslovenos que colaboravam com os italianos, assassinando vários líderes proeminentes. 

### Ressurgimento e reação

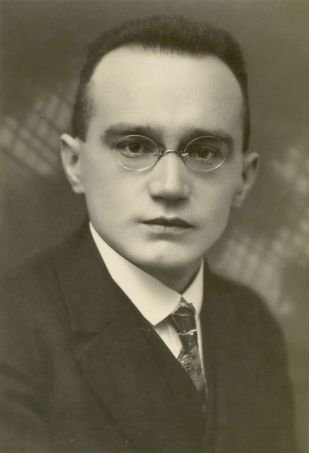
Miha Krek era o líder do Partido Popular Esloveno.

No início de 1942, o Quartel-General Supremo Partidário instruiu os Partidários Eslovenos a desenvolver novamente suas unidades esgotadas e aumentar os ataques e sabotagem. Esta ordem resultou numa onda de operações partidárias em abril-junho na província de Ljubljana. Estas operações ocorreram ao mesmo tempo que os italianos concentravam as suas muitas guarnições pequenas, fracas e amplamente espalhadas em bases maiores sob o Plano Primavera. Os Partidários foram assim capazes de alargar eficazmente o seu controlo a mais de metade da província e da população, e expandir o recrutamento, o número e o tamanho das suas unidades. O sucesso dos Partidários em meados de 1942 significou que os italianos estavam ainda mais empenhados em combatê-los, e as forças não pertencentes às OF procuraram encontrar uma forma eficaz de colaborar com os italianos para combater os Partidários. No início de 1942, as forças não pertencentes ao OF concluíram que o OF estava a trabalhar no sentido de uma tomada comunista da Jugoslávia, o que tornava o OF uma ameaça muito maior para eles do que os italianos, especialmente se os Aliados prevalecessem. Da mesma forma, os Partidários perceberam que as forças não pertencentes às OF eram o seu principal inimigo. Essas constatações resultaram em amarga inimizade entre os dois grupos. 
As forças não pertencentes à OF fizeram então uma série de propostas aos italianos, destinadas a opor-se aos objectivos da OF e dos Partidários. Eles também estabeleceram a Aliança Eslovena (em esloveno:  Slovenska zaveza) para coordenar as suas políticas antipartidárias. A aliança foi dominada pelo Partido Popular Esloveno, com a sua Legião Eslovena. O líder do Partido Popular Esloveno, Miha Krek, que foi vice-primeiro-ministro do governo iugoslavo no exílio em Londres, transmitiu mensagens instando todos os membros da aliança a seguirem as ordens de Mihailović, que nessa época era o Ministro da Exército, Marinha e Força Aérea no governo no exílio, apesar de estarem fisicamente localizados na Iugoslávia ocupada.  Em maio de 1942, começou o recrutamento clandestino e a organização das primeiras forças antipartidárias eslovenas. Inicialmente, este esforço foi muito pequeno e incluiu membros das Legiões Eslovena, Sokol e Nacional, bem como vários Chetniks Eslovenos do Major Karl Novak. Esta organização era conhecida como Legião da Morte. Embora inicialmente pequena, uma vez criada esta força, tornou-se fundamental obter o endosso italiano para a sua operação. 

### Começa a colaboração armada

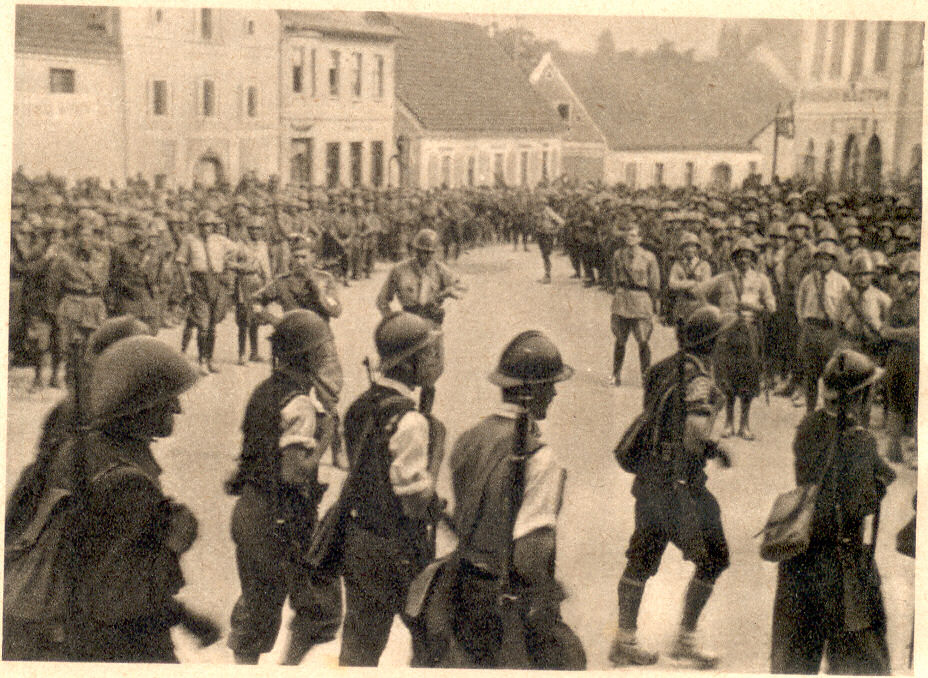
Os membros dos Guardas da Aldeia, parte do MVAC, treinam sob supervisão italiana.

Emblema das unidades MVAC

Unidades da Legião da Morte colaboraram informalmente com unidades italianas durante uma grande ofensiva italiana contra os guerrilheiros, que começou na segunda quinzena de julho de 1942 e continuou até o início de novembro. Impressionados com o potencial de tais unidades, e com a aprovação do líder italiano, Benito Mussolini, os italianos decidiram aceitar a oferta da Aliança Eslovena, e inscrever as unidades antipartidárias como auxiliares. No início de agosto, os italianos determinaram que todas as unidades antipartidárias eslovenas existentes e futuras seriam incorporadas à Milícia Voluntária Anticomunista (em italiano:  Milizia Volontaria Anti Comunista, MVAC). No mesmo mês, unidades armadas em áreas rurais foram formadas em Guardas da Aldeia ( em esloveno:  Vaške straže </link> ), que também foi incluído no MVAC e acabou se tornando o maior agrupamento entre os auxiliares italianos. 
O crescimento do MVAC foi grandemente auxiliado pela carta que o bispo Rožman enviou ao general italiano Mario Robotti, em setembro de 1942, na qual Rožman propunha a criação de um exército e força policial colaboracionistas eslovenos, sob comando italiano, para ajudar a combater os guerrilheiros e localizar os seus apoiantes.  As forças do MVAC participaram da brutal ofensiva italiana do verão-outono de 1942, quando 80.000 soldados italianos bem armados atacaram 3.000 forças partidárias mal armadas,  matando metade delas, atirando com armas em todos os prisioneiros que encontraram.  Com a ajuda do MVAC, os italianos acabaram por enviar para campos de concentração 30.000 eslovenos,  quase 10% da população da província de Ljubljana, incluindo milhares de mulheres e crianças, e onde milhares morreram. O exército italiano matou milhares de civis eslovenos como reféns, cercou Ljubljana e outras cidades com arame farpado e proibiu a entrada e a saída. Em Liubliana, unidades do MVAC conduziram os "ataques de Natal" em dezembro de 1942, prendendo 550 supostos membros da Frente de Libertação, muitos deles enviados para campos de concentração. 

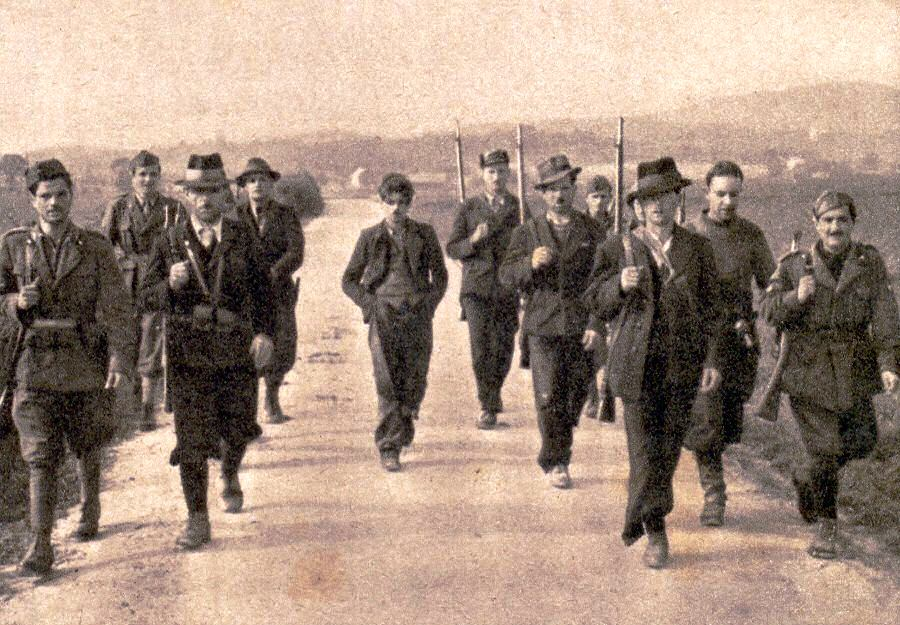
Guardas da aldeia MVAC e soldados italianos escoltando um refém para executá-lo em conjunto

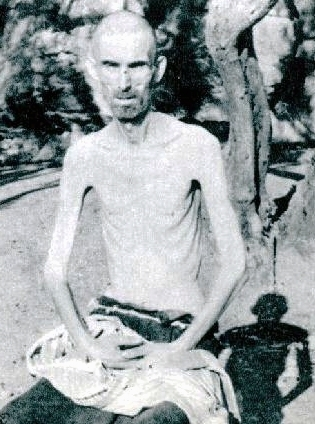
Prisioneiro em Rab, um dos campos de concentração italianos onde foram enterrados 30 mil eslovenos, com a ajuda de colaboradores

No final de Setembro, as unidades MVAC na província contavam com cerca de 2.219 homens armados. Cada unidade tinha um ou mais oficiais de ligação italianos vinculados a ela. Este rápido crescimento foi impulsionado pelo estreito alinhamento do MVAC com a Igreja Católica a todos os níveis, juntamente com a Aliança Eslovena que via o MVAC como um método simples para legalizar um grande número dos seus membros, ao mesmo tempo que ganhava armas, munições, comida e pagamento dos italianos. Membros do Sokol e das Legiões Nacionais também foram absorvidos pelo MVAC pelas mesmas razões. Após os reveses partidários na ofensiva italiana iniciada em julho e a perda do território partidário, muitos eslovenos consideraram-nos derrotados e foram atraídos para a colaboração. Durante 1942, a pedido do Partido Popular Esloveno, cerca de 600 ex-prisioneiros de guerra (prisioneiros de guerra) do Exército Real Iugoslavo antipartidários foram libertados dos campos italianos, devolvidos à província e alistados no MVAC. Um deles, o tenente-coronel Ernest Peterlin, foi nomeado para comandar a unidade MVAC em Liubliana que foi formada em outubro. No mês seguinte, o MVAC tinha 4.471 homens armados. 
Embora o MVAC incluísse alguns membros da Legião Sokol e muitos ex-prisioneiros de guerra, a força dominante dentro dele era a Legião Eslovena e, através dela, o Partido Popular Esloveno. No entanto, as forças políticas não pertencentes às OF permaneceram fragmentadas e as várias outras forças armadas tentaram manter a sua identidade dentro do MVAC. Esta divisão dentro das forças não-OF facilitou o trabalho do OF.  No entanto, a OF liderada pelos comunistas cometeu muitos erros antes e durante a ofensiva italiana de 1942, que corroeram as suas hipóteses de ganhar a lealdade daqueles que não estavam comprometidos com as forças da OF ou não. Entre estes estavam os erros esquerdistas, que envolviam o uso do terror contra colaboradores reais e supostos, e aqueles que, devido à sua classe social, eram considerados futuros adversários da OF, como os camponeses mais ricos. A OF também cometeu vários erros militares, principalmente devido à falta de experiência ou à fraca liderança. Os Partidários procuraram rectificar os seus erros e, em Novembro de 1942, recuperaram significativamente e concluíram que a destruição das forças MVAC devia ser a sua primeira prioridade. 
Oficiais italianos, entre eles o general Roatta, criticaram a má disciplina do MVAC, afirmando que eles "pareciam esquadrões de capangas", eram "insubordinados e turbulentos" e saqueados.  Falando a Rožman no outono de 1942, o general italiano Vittorio Ruggero alertou Rožman: "Não sou esloveno, mas é assim que vejo os eslovenos e sua luta: as unidades MVAC ajudam muito a nós, italianos... mas entre vocês Os eslovenos criam tanto ódio que não será possível eliminá-lo durante cinquenta anos." 

### Colapso do domínio italiano

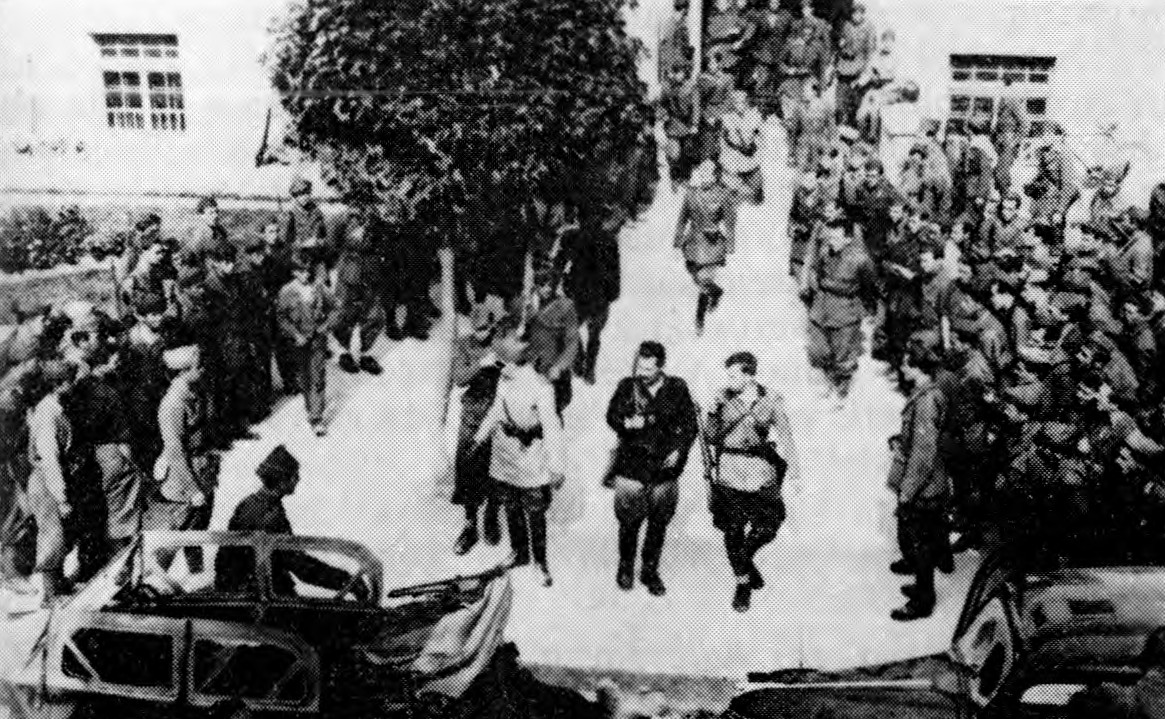
Comandantes partidários em negociações com os italianos, para a rendição italiana, 10 de setembro de 1943

Em fevereiro de 1943, a OF realizou uma conferência que resultou na Declaração Dolomita, uma declaração que suavizou os conflitos internos dentro da OF que resultaram dos erros esquerdistas. O efeito prático da Declaração foi que a OF deixou de ser uma coligação e tornou-se uma organização de fachada do Partido Comunista da Eslovénia. A partir do início de 1943, os italianos tornaram-se cada vez mais fracos e menos capazes de conduzir operações em grande escala contra os guerrilheiros. Esta fraqueza foi exacerbada pelas perdas do exército italiano na União Soviética e pelo desembarque de forças anglo-americanas no Norte de África em 1942, pela deterioração das relações com os alemães, pelo aumento dos problemas económicos em Itália e pela invasão aliada da Sicília e do destituição de Mussolini em julho de 1943. Por esta altura, um número crescente da população eslovena juntava-se aos guerrilheiros à medida que aumentavam as perspectivas da sua vitória. 
Em fevereiro de 1943, Novak, o principal representante de Mihailović na província, tendo tentado durante muitos meses fazer com que a Aliança Eslovena colocasse algumas de suas forças sob seu comando, formou sua própria milícia colaboracionista, conhecida como Guardas Azuis (em esloveno:  Plava garda), mas também conhecidos como Chetniks Eslovenos. No entanto, esta unidade nunca ultrapassou 400 soldados e, como Novak não tinha base política na Eslovénia, nunca foi uma força militar ou política significativa. Após a guerra, Novak afirmou que os Guardas Azuis tiveram encontros armados com tropas italianas e reuniram informações sobre os italianos para Mihailović, mas de acordo com o historiador Jozo Tomasevich a primeira afirmação é infundada, pois os italianos alocaram uma zona operacional para a unidade principal de Novak e indiretamente forneceu-lhe suprimentos, e seu tamanho e restrições ao seu movimento impediram a coleta de muitas informações úteis. 
Com o colapso iminente dos italianos, aqueles que com eles colaboravam enfrentaram escolhas difíceis: tentar juntar-se aos Aliados Ocidentais caso desembarcassem no litoral esloveno; chegar a um acordo com os guerrilheiros; ou preparando-se para colaborar com os alemães para continuar lutando contra os guerrilheiros. Dadas as opiniões políticas dos colaboracionistas, a menos que os Aliados Ocidentais desembarcassem na costa, a única opção viável que restava era colaborar com os alemães.  Por seu lado, os Partidários, embora continuassem a atacar unidades italianas e MVAC em Julho e Agosto de 1943, começaram a fortalecer e conservar as suas forças para tirar vantagem no rescaldo do colapso italiano.  A Itália rendeu-se em 8 de setembro. 

## Estabelecimento e operações

### Rescaldo da rendição italiana

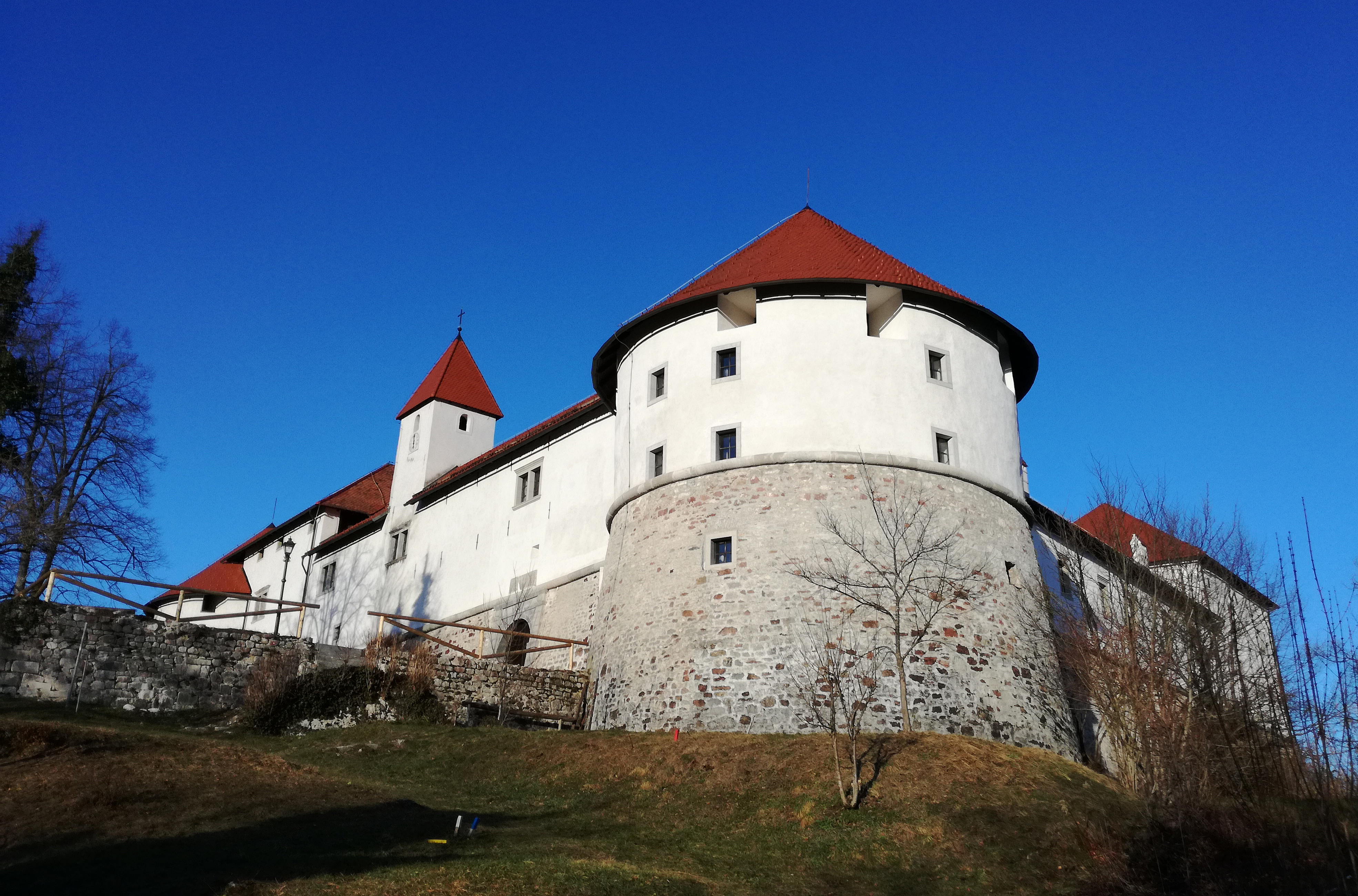
Uma grande força MVAC concentrou-se no Castelo Turjak após a rendição italiana.

No momento em que os italianos se renderam, os italianos tinham cerca de 50.000 soldados na província, auxiliados por 6.049 soldados MVAC e 300-400 Chetniks eslovenos. Os guerrilheiros mobilizaram cerca de 3.000 homens, embora houvesse muitos mais em organizações não-combatentes. Cerca de metade dos Chetniks de Novak, antecipando um desembarque aliado no litoral esloveno, moveram-se para o sul para receber reforços que esperavam chegar da região de Lika, no vizinho Estado Independente da Croácia. Unidades partidárias atacaram a força Chetnik, empurrando-as para sudoeste até à aldeia de Grčarice, a cerca de 55 quilômetros (34 mi) sul-sudeste de Ljubljana. Ao mesmo tempo, as antigas unidades MVAC, agora renomeadas como Exército Nacional Esloveno, e parte do "Exército Iugoslavo na Pátria" de Mihailović, concentraram uma grande força de cerca de 1.600 homens no Castelo Turjak, 20km ao sul-sudeste de Ljubljana. A força em Turjak tinha munições e alimentos consideráveis. As forças partidárias moviam-se na mesma direcção que os colaboracionistas, com ordens para desarmar as tropas italianas e capturar ou destruir quaisquer forças Chetnk ou MVAC que encontrassem. Os guerrilheiros pretendiam infligir o máximo de danos possível aos antigos auxiliares italianos para torná-los de menor valor para os alemães quando estes assumissem o poder. Estas unidades partidárias conseguiram recrutar alguns italianos para se juntarem a elas, incluindo alguns equipados com tanques e artilharia.  
Em ambos os locais, ocorreu uma falha no comando e na comunicação. Os chetniks decidiram ficar em Grčarice esperando a chegada de reforços, e cerca de dois terços dos homens em Turjak, entre 695 e 750 no total, optaram por permanecer no castelo até que a ajuda chegasse de Ljubljana. A eles se juntaram 26 padres e seminaristas católicos. O restante das tropas do Exército Nacional Esloveno em Turjak retirou-se para a aldeia de Zapotok, cerca de 3 a 4km a oeste de Turjak. Lá eles se juntaram a elementos de outras antigas unidades MVAC e dois pequenos destacamentos Chetnik. De 9 a 10 de setembro, uma brigada partidária, apoiada por dois obuseiros italianos, invadiu os chetniks em Grčarice. Quatro dias depois, os guerrilheiros cercaram completamente o Castelo de Turjak e, depois que suas exigências de rendição foram rejeitadas, sitiaram o castelo por cinco dias, novamente usando armas pesadas capturadas contra os defensores até que capitularam. Durante este período, os Partidários também capturaram outras tropas do MVAC, incluindo algumas das localizadas em Zapotok. Os restantes retiraram-se para Liubliana, sofrendo perdas devastadoras, onde foram desarmados pelos alemães recém-chegados. Boris Kidrič afirmou que os guerrilheiros capturaram cerca de 1.200 soldados colaboracionistas até 21 de setembro. Um pequeno número foi acusado de crimes de guerra e fuzilado, enquanto o restante foi alocado em unidades de trabalho em preparação para integração em unidades partidárias.  
Há muita controvérsia sobre o destino das tropas colaboracionistas capturadas em Grčarice e Turjak. De acordo com os registros partidários, um total de 115 ex-soldados do MVAC e Chetniks foram condenados à morte, e outros foram baleados ao tentar escapar das unidades de trabalho. Fontes antipartidárias afirmam que até 1.000 foram mortos. Dadas as tendências de ambos os lados para minimizar ou inflacionar estes números para os seus próprios fins, permanece pouco claro quantos soldados colaboracionistas foram mortos após a captura.  Desgostoso com as suas negociações com a Aliança Eslovena, e após a derrota em Grčarice, Novak dispersou as suas tropas restantes e fugiu para a Itália no final de setembro. Dos cerca de 6.500 soldados colaboracionistas presentes na província no momento da rendição italiana, cerca de 500 foram mortos lutando contra os Partidários logo após a capitulação, cerca de 3.000 foram capturados e cerca de 1.000 concordaram em juntar-se aos Partidários. Os 2.000 restantes ainda estavam em campo, embora tenham sido rapidamente desarmados pelos alemães. O rescaldo da rendição italiana foi devastador para as forças colaboracionistas, não só pelas suas perdas, mas também pelas grandes quantidades de armas e equipamentos italianos capturados pelos Partidários, o que permitiu um aumento substancial das suas forças. 

### Ocupação alemã

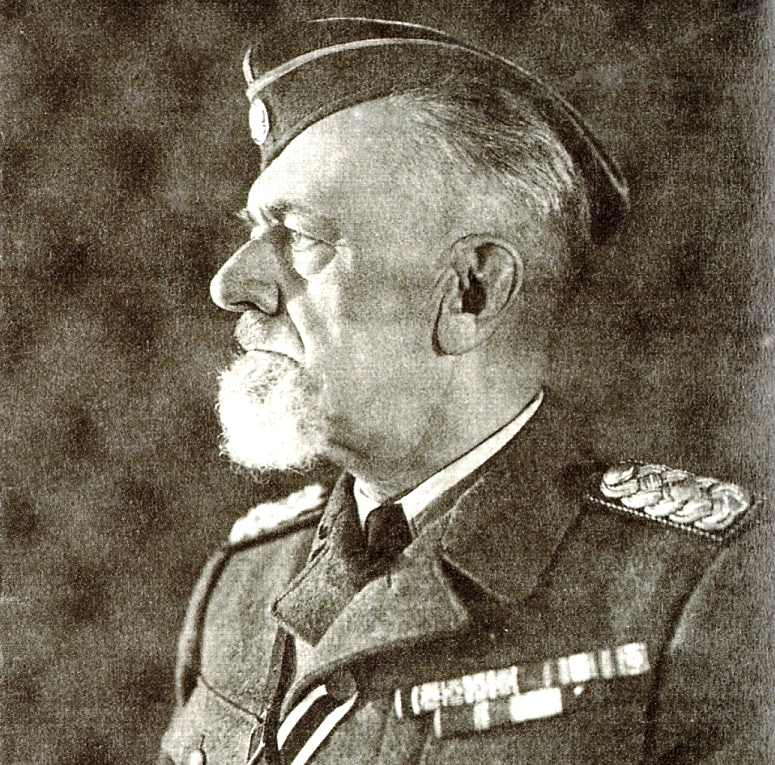
Armijski đeneral Leon Rupnik, o presidente do governo provincial colaboracionista sob os alemães

No momento da rendição italiana, os alemães tinham ocupado a província de Liubliana como parte da Operação Achse, o plano para desarmar os italianos caso assinassem um armistício com os Aliados. Duas semanas antes da rendição, os alemães avançaram em um regimento da 71ª Divisão de Infantaria para proteger Ljubljana e a linha ferroviária Ljubljana- Postojna que seguia em direção a Trieste, na costa do Adriático. Durante o período de 9 a 14 de setembro, eles mobilizaram tropas adicionais, incluindo elementos das SS, polícia e gendarmaria. O seu objectivo inicial era assegurar as principais linhas de comunicação que passavam pela província. As áreas anteriormente parte da província foram incorporadas à Zona Operacional do Litoral Adriático sob o controle geral do Gauleiter do Reichsgau Kärnten, SS- Obergruppenführer Friedrich Rainer, que foi nomeado Comissário de Defesa do Reich para a zona. A designação desta área como zona operacional visava garantir que as necessidades militares fossem priorizadas. 
De setembro até o início de novembro de 1943, a zona foi responsabilidade do Grupo de Exércitos B sob o comando do Generalfeldmarschall Erwin Rommel. Depois que o Grupo de Exércitos B foi enviado para a Europa Ocidental em novembro, a zona ficou sob o comando do General der Gebirgstruppe Ludwig Kübler como parte do Grupo de Exércitos C do Generalfeldmarschall Albert Kesselring. A partir de setembro de 1944, as forças na zona foram organizadas como LXXXXVII Corpo de Exército sob o comando de Kübler, e permaneceram sob o comando geral de Kesselring até abril de 1945, quando o corpo foi transferido para o Comandante-em-chefe no Sudeste da Europa, Generaloberst Alexander Löhr. Rainer dividiu a zona em seis províncias, das quais Ljubljana era uma. Na província de Liubliana, Rainer nomeou Leon Rupnik como presidente do governo provincial. Rupnik foi um general iugoslavo do pré-guerra e foi prefeito de Ljubljana sob os italianos. Além da experiência militar e da colaboração anterior com os italianos, Rupnik também foi recomendado por Gregorij Rožman, bispo católico de Liubliana. 
O principal "conselheiro" da ocupação alemã e superior efetivo de Rupnik era o SS Superior e Líder da Polícia da SS-Oberabschnitt Alpenland, Erwin Rösener, que era diretamente responsável perante o Reichsführer-SS Heinrich Himmler. Além de supervisionar Rupnik e sua administração, Rösener era responsável pelo combate aos guerrilheiros na província, bem como nas terras eslovenas que haviam sido anexadas pela Alemanha em abril de 1941. Rösener controlava o Sicherheitsdienst (Serviço de Segurança) e a Sicherheitspolizei (Polícia de Segurança), responsáveis pelo trabalho político e de segurança na província. O departamento provincial destes serviços controlava a polícia política local, chefiada pelo delegado de Rupnik e antigo chefe da polícia de Liubliana, Lovro Hacin. Os alemães compreenderam a relação anterior entre as forças colaboracionistas e os italianos e queriam estabelecer um acordo semelhante para complementar a sua mão-de-obra limitada. Esta intenção coincidiu com a das forças antipartidárias, que estavam sob maior ameaça dos partidários após a rendição italiana. 

### Formação
Imediatamente após os alemães assumirem o controle, Rösener sugeriu a Rupnik que organizasse uma nova força antipartidária na província. Em 24 de setembro, Rupnik lançou um apelo a voluntários, publicado no principal jornal católico esloveno, Slovenec, descrevendo assim os objetivos da Guarda Nacional Eslovena:
"A nossa querida pátria eslovena seria entregue ao bolchevismo com a ajuda da plutocracia anglo-americana. servos sem coração, bem como assessores desonrosos trabalhando para beneficiar a tirania mundial judaica. Para evitar isso, uma grande força de guerra alemã veio até nós sob o comando do Führer para nos proteger. . . Sob a liderança da Alemanha, as jovens nações da Europa derrotarão o bolchevismo e o capitalismo." 
Membros de três antigas unidades MVAC que escaparam da destruição após a rendição italiana se apresentaram e, em 1º de outubro, 1.000 soldados foram alistados na nova Guarda Nacional Eslovena (em esloveno:  Slovensko domobranstvo, SD).   A nova força inicialmente compreendia três batalhões totalizando 2.000 homens,  com base nas unidades MVAC anteriores. Pouco depois de Rupnik ter começado a recrutar para o SD, Rösener assumiu a organização do SD, criou uma sede para controlá-la e dividiu-a em departamentos organizacionais e de propaganda. Oficiais do Exército Real Iugoslavo de origem eslovena com experiência anterior em MVAC foram colocados no comando, mas sob estreita supervisão alemã. Em particular, foram preferidos aqueles com ligações estreitas ao Partido Popular Esloveno, aos Guardas Aldeões e à Legião Eslovena. Rupnik não tinha controle sobre o SD, mesmo depois de ter sido nomeado inspetor-geral em setembro de 1944. Mesmo nesta função, ele estava envolvido apenas com recrutamento e treinamento. 

### Reorganizações
Depois de formado, o SD foi organizado em 43 companhias de infantaria como guarnições locais para centros populacionais, com mais 20 agrupadas em batalhões. Também contava com engenheiros, sinalizadores, empresas médicas e trabalhistas, e quatro baterias de artilharia. Uma empresa separada operava cinco trens blindados. Os batalhões foram reorganizados várias vezes. Em outubro de 1943, havia cinco batalhões, mas o 4º Batalhão era uma unidade de treinamento. Em Dezembro, foi imposto o recrutamento, o que ajudou a elevar o efetivo total do SD para 10.500. Com este aumento de força, os batalhões foram reformados em sete grupos de combate (em esloveno:  Bojna Skupina 1–7) e dois grupos de treinamento. 
Em 25 de fevereiro de 1944, o SD passou por uma nova reorganização em quatro grupos (em esloveno:  Skupine): o 1º Grupo de Treinamento, formado a partir do 1º Grupo de Combate; o 2º Grupo de Segurança Ferroviária, composto pelos antigos 4º e 5º Grupos de Combate; o 3º Grupo Operacional, formado a partir dos 2º, 6º e 7º Grupos de Combate, e incluindo o Batalhão de Assalto Kriz ; e o 4º Grupo de Proteção Novo Mesto. Em 16 de Maio, o SD, agora totalizando 12.000, foi dividido em quatro zonas operacionais. Cada zona formou um batalhão de assalto. Em 5 de julho, as zonas foram nomeadas em homenagem às quatro direções cardeais, e um único batalhão foi formado em cada uma. Um quinto batalhão foi formado em agosto e um sexto em março de 1945. No entanto, em dezembro de 1944, à medida que as deserções eslovenas aumentavam, os 14º e 17º Regimentos de Polícia SS alemães destacaram uma companhia para se juntar a cada batalhão SD, exceto o 2º Batalhão, e oficiais alemães assumiram o comando de cada batalhão. A reorganização final ocorreu em 28 de março de 1945, quando os batalhões foram renumerados; O 1º Batalhão permaneceu inalterado, o 2º Batalhão passou a ser o 5º Batalhão, o 4º Batalhão foi renomeado como 2º Batalhão, o 5º Batalhão passou a ser o 6º e o 6º Batalhão foi renomeado como 10º Batalhão. Neste ponto existia também um 12º Batalhão. 

### Colaboração com os alemães

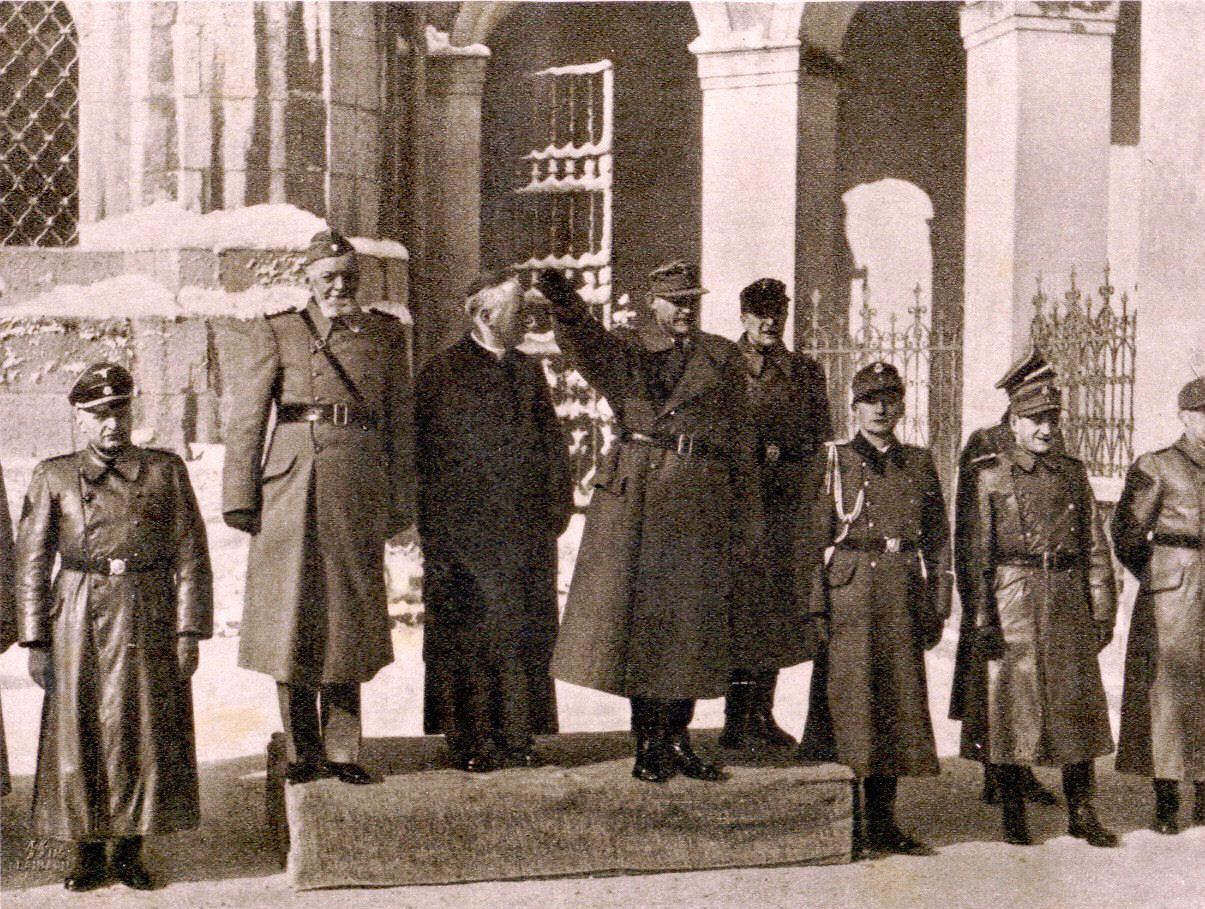
O Inspetor-Geral do SD Leon Rupnik, o General da SS Erwin Rösener e o Bispo Gregorij Rožman inspecionam as tropas da Guarda Nacional Eslovena, após o segundo juramento de fidelidade, 30 de janeiro de 1945.

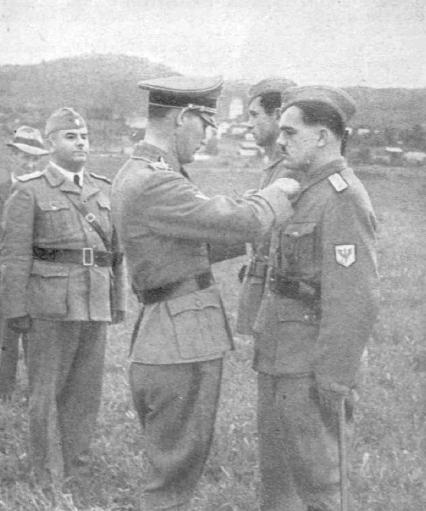
Tenente-General SS Rösener entregando medalhas aos soldados da Guarda Nacional

Marchando para a província de Ljubljana em Setembro de 1943, na esteira da capitulação dos italianos, os alemães esperavam rapidamente restabelecer a ordem e pacificar este nexo estratégico de comunicação e transporte da Europa Central. Em vez disso, foram absorvidos, voluntariamente ou não, numa guerra civil viciosa preexistente entre a força de resistência liderada pelos comunistas, a Osvobodilna fronta (OF – Frente de Libertação), e os seus oponentes anticomunistas, muitos dos quais tinham colaborado com os italianos. 

#### Juramentos de fidelidade
No aniversário de Hitler, 20 de abril de 1944, membros do SD prestaram juramento de lutar junto com as SS e a polícia alemã, sob a liderança do Führer, Adolf Hitler, contra os guerrilheiros comunistas e seus aliados. Isto significava que o SD tinha jurado lutar contra a União Soviética e os Aliados Ocidentais. É provável que os membros do SD tenham prestado este juramento sob coação e tivessem reservas a respeito, mas o juramento tornou-os suspeitos do ponto de vista dos Aliados Ocidentais. O SD prestou um segundo juramento de lealdade em 30 de janeiro de 1945, aniversário da chegada dos nazistas ao poder. Após o juramento, o Inspetor-Geral do SD, Leon Rupnik, fez um discurso cruelmente anti-semita às tropas do SD, chamando os judeus, "liderados pelo próprio Satanás", de seu principal inimigo, juntamente com os apoiadores dos judeus, os bolcheviques do Leste. e os “gangsters ricos do Ocidente” – tudo isto reproduzido integralmente no principal jornal católico esloveno. 

#### Comando e organização da SD

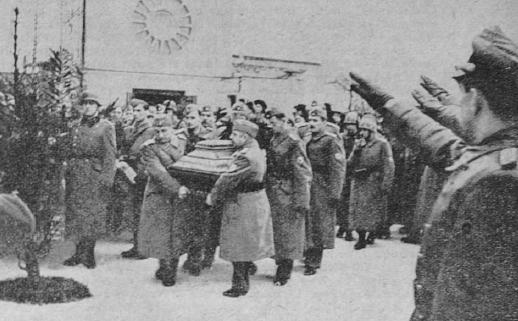
Guardas Internos no funeral do comandante do SD Dušan Meničanin, morto em batalha com os guerrilheiros perto de Novo Mesto

O SD operava sob o comando do Tenente-General SS Rösener, que, por sua vez, reportava-se diretamente ao Chefe da SS, Heinrich Himmler.  O SD foi inicialmente agrupado em companhias e batalhões, mas os alemães o reorganizaram diversas vezes. Perto do final da guerra, os oficiais alemães comandavam vários batalhões e algumas unidades contavam com uma mistura de soldados eslovenos e alemães. Segundo fontes próximas ao SD, em setembro de 1944 o número de alistados chegava a 13.000. Os SD eram armados, fornecidos e pagos pelos alemães e, quando destacados em campo, estavam sempre sob o comando alemão. O SD utilizou equipamento italiano (confiscado após o Armistício italiano em setembro de 1943) e armas, uniformes e equipamentos fornecidos pelos alemães, especialmente no final da guerra. 

#### Papel da SD no esforço de guerra alemão
Nos seus objetivos e ideologia, o SD era antipartidário, anticomunista e antissemita. A Guarda Nacional Eslovena (SD) funcionou como a maioria das forças colaboracionistas na Europa ocupada pelo Eixo durante a Segunda Guerra Mundial, mas tinha autonomia limitada e inicialmente funcionou como uma força policial auxiliar que ajudou os alemães em operações antipartidárias. Mais tarde, ganhou mais autonomia e conduziu a maior parte das operações antipartidárias na Eslovénia, embora ainda tivesse oficiais alemães no comando.  Isso ajudou os alemães, permitindo-lhes enviar mais tropas contra os Aliados. A Guarda Nacional também ajudou diretamente os esforços de guerra alemães contra os Aliados na Itália e nos Bálcãs, protegendo infraestruturas críticas de guerra - estradas, ferrovias, pontes, linhas de eletricidade, depósitos de combustível,  unidades na Eslovênia e na Alemanha, e capturou membros fugitivos de unidades de trabalho forçado nazistas.  O SD apoiou as suas ações militares publicando um jornal regular e panfletos. Membros do SD, enquanto estavam do lado do Eixo, ocasionalmente ajudavam aviadores aliados que haviam sido abatidos na província.  As unidades SD também ajudaram os alemães a capturar aviadores aliados abatidos.  As medalhas de bravura alemãs foram as únicas medalhas concedidas aos membros do SD. 
Com o tempo, Rösener transformou o SD na principal força antipartidária da província.  Em 1944, as forças alemãs e do SD intensificaram suas tentativas de eliminar os guerrilheiros, e o total de baixas eslovenas aumentou muito, de 16.600 mortos em 1943 para 27.000 em 1944.  Destes, os guerrilheiros foram responsáveis por 2.700, ou 10% das baixas, enquanto as forças alemãs-SD mataram os outros 90%, ou 24.300 eslovenos.  Os guerrilheiros sofreram o maior número de baixas, com 12.400 mortos, seguidos por 5.500 civis mortos e 1.000 soldados do SD.  Com a aproximação da libertação, os alemães procuraram manter um corredor aberto através da Eslovénia para centenas de milhares dos seus soldados e colaboradores que se retiravam da Grécia e da Albânia, além do resto da Jugoslávia. Assim, nestas batalhas campais finais, mais 20.000 eslovenos foram mortos em 1945, antes da libertação, com os guerrilheiros novamente sofrendo o maior número de baixas, 8.200, seguidos por 6.200 civis eslovenos.  Ao contrário das unidades auxiliares noutros territórios dos Balcãs, como a Milícia Ustaše na Croácia, o SD sofreu menos deserções e deserções nos últimos meses da guerra. Tal como um pároco expressou na altura, existia entre as tropas do SD o sentimento de que era melhor morrer do que viver sob o domínio comunista. 

#### Diferenças de colaboração por região

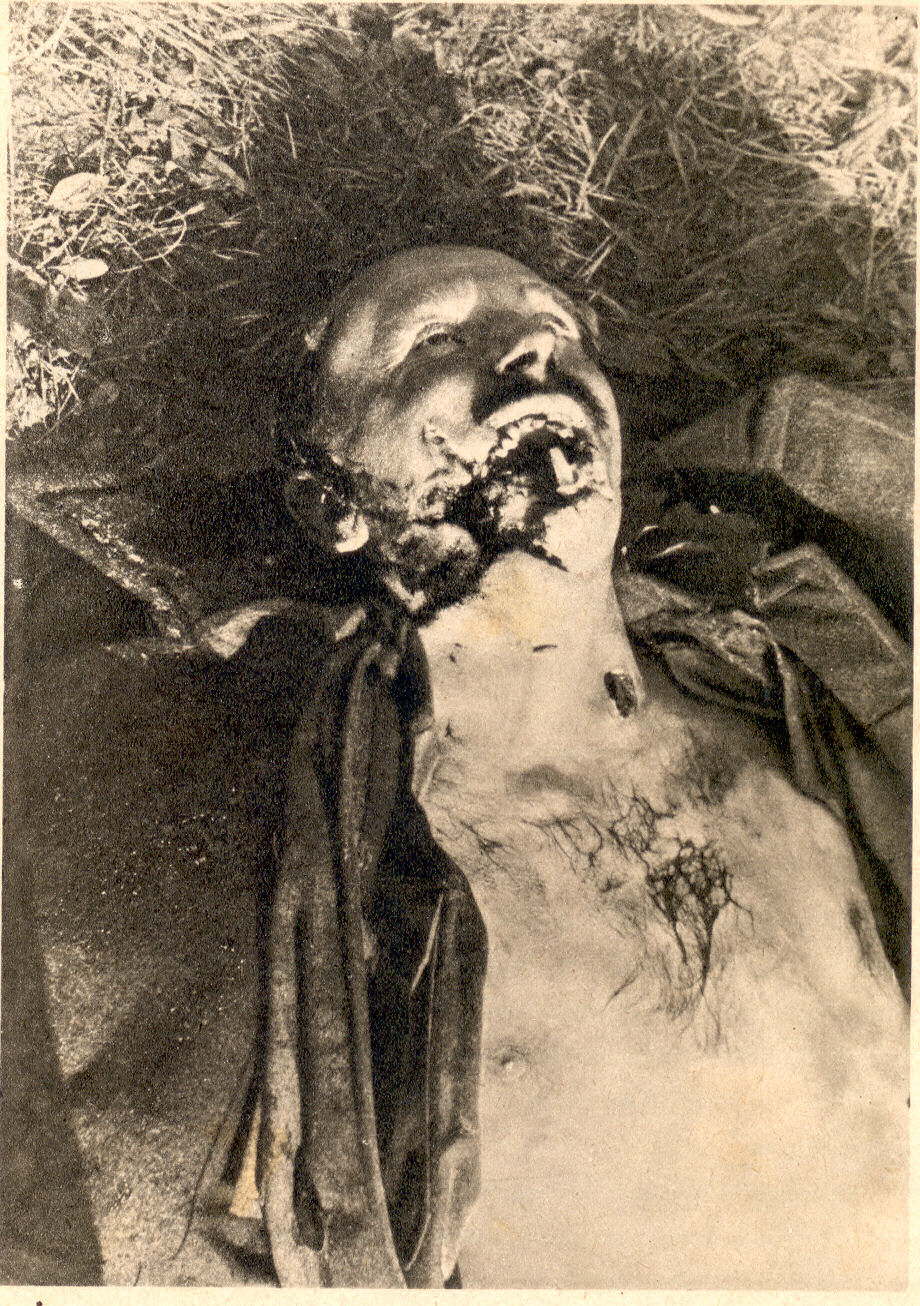
Major partidário Josip Mirtič, morto pelos guardas nacionais em 1944 em Bela Krajina (uma estrela partidária de 5 pontas está esculpida em seu rosto com balas)

Embora cerca de 40 padres católicos se tenham juntado aos Partidários e 3 tenham servido na sua liderança, a maior parte da Igreja Católica na província de Ljubljana, liderada pelo Bispo Gregorij Rožman, apoiou o SD,  o que ajudou a tornar a província de Ljubljana o epicentro da colaboração armada. Em contraste, em Primorska (litoral esloveno), que sofreu sob 20 anos de domínio fascista, muitos padres locais apoiaram a Frente de Libertação,  e Primorska experimentou muito menos colaboração, com apenas 2.000 soldados afiliados ao SD, comandados por oficiais importados da província de Liubliana.  Houve também menos colaboração em Štajerska (Baixa Estíria), onde os nazistas tentaram germanizar todos os eslovenos, expulsando brutalmente 83.000, incluindo quase todos os professores e padres, proibindo a língua eslovena em escolas e instituições públicas, executando milhares de reféns, etc. Ao contrário do bispo Rožman, o bispo da Estíria de Maribor, Ivan Tomažič, permaneceu neutro e não apoiou o SD.  Assim, em parte como resultado, não só houve menos colaboração, mas a guerra foi menos mortal nestas outras províncias do que na província de Liubliana, com também muito menos represálias no pós-guerra. 

#### Papel dos Aliados
A filosofia do SD e da sua liderança política abrangente permaneceu a mesma que sob os italianos – esperar por um desembarque dos Aliados no litoral esloveno, depois transferir-lhes a lealdade e atacar os alemães. A liderança do Partido Popular Esloveno na província tentou repetidamente explicar a sua colaboração ao governo jugoslavo no exílio e aos britânicos. Eles argumentaram que os comunistas eram uma ameaça maior do que os alemães e que a sua resistência aos guerrilheiros lhes foi imposta pelos comunistas. Esta posição foi seriamente prejudicada após a Conferência de Teerã de Novembro-Dezembro de 1943, que designou formalmente os Partidários como uma força Aliada e apelou ao apoio à sua luta. Os oficiais de ligação britânicos com os guerrilheiros eslovenos reforçaram esta desconexão, afirmando que a colaboração do SD privou os guerrilheiros de mão-de-obra tão necessária e tornou a tarefa dos alemães mais fácil, concluindo "portanto, os Guardas Brancos (outro nome para Guardas Domésticos) são declarados inimigos dos Aliados". 
Em 1944, a pedido dos Aliados Ocidentais, os membros eslovenos do governo iugoslavo no exílio em Londres, apelaram ao SD para transferir a sua lealdade aos Partidários,  e reconhecer o acordo Tito-Šubašić, que os Aliados também suportado. No entanto, apesar das ofertas de amnistia dos Partidários, a maioria dos membros do SD continuaram a lutar contra os Partidários, ao lado dos nazis,  ao contrário de muitos Guardas Internos Croatas, Chetniks e outras tropas colaboracionistas que se juntaram aos Partidários ou simplesmente pararam de lutar. Alguns membros do SD continuaram lutando contra os guerrilheiros mesmo após a rendição alemã, atacando uma brigada guerrilheira eslovena perto de Ferlach, Áustria, em 11 de maio de 1945, matando 180 guerrilheiros. 

### Corpo de Polícia da Guarda Nacional

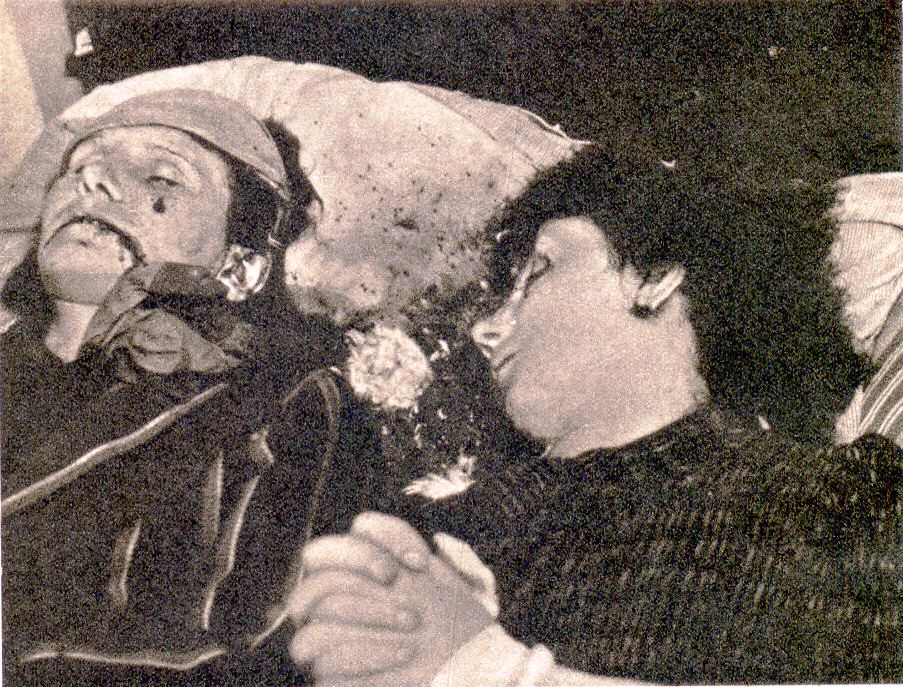
As irmãs Šusterič, assassinadas pela organização Mão Negra, afiliada à Polícia, perto de Liubliana, em 9 de agosto de 1944

Os nazistas também estabeleceram um Corpo de Polícia da Guarda Nacional Eslovena, comandado por Lovro Hacin, o chefe de polícia da Ljubljana antes da guerra. O Corpo tinha uma filial secreta, cuja principal tarefa era identificar os membros da Frente de Libertação e seus simpatizantes, bem como criar listas de reféns a serem fuzilados em vingança por ações partidárias.  Além disso, espionaram todos os membros da Administração Provincial, bem como profissionais de saúde, professores, professores universitários, trabalhadores industriais, bancários, etc., no que se tornou "um estado policial administrado pela Eslovênia". Trabalhando com o Exército da Guarda Nacional e a Gestapo, o Corpo de Polícia prendeu cerca de 6.000 presos políticos na província de Ljubljana, um terço deles mulheres, e muitas outras mulheres partidárias foram presas como "prostitutas".  A polícia criou listas de presos políticos eslovenos a serem enviados para campos de concentração nazistas e ajudou em suas deportações.  Uma organização separada e secreta associada à Polícia, a Mão Negra, foi criada para prender, torturar e matar supostos membros da Frente de Libertação, e estima-se que tenham matado entre 129 e mil eslovenos.   Como resultado, em 1944, o oficial de inteligência esloveno antipartidário, coronel Vladimir Vauhnik, que ajudou a organizar redes de espionagem para os britânicos na Eslovénia e na Croácia, escreveu que a Polícia e a Guarda Nacional Eslovena "limparam tudo o que poderia ser suspeito de simpatias esquerdistas". 
Em 1944, o Corpo de Polícia da Guarda Nacional prendeu os poucos judeus restantes em Ljubljana e os enviou para Auschwitz.

### Antissemitismo
O antissemitismo era fundamental para a ideologia da Guarda Interna Eslovena, embora os judeus eslovenos constituíssem minúsculos 0,1% da população. Antes da guerra, as forças clericalistas que mais tarde formaram o núcleo da Guarda Nacional espalharam propaganda anti-semita na Eslovênia e em outros jornais católicos.  Enquanto Ministro do Interior do governo iugoslavo, o principal político esloveno e ex-padre católico, Anton Korošec, declarou "todos os judeus, comunistas e maçons como traidores, conspiradores e inimigos do Estado".  Em 1940, Korošec introduziu duas leis anti-semitas na Jugoslávia, para proibir os judeus da indústria alimentar e restringir o número de estudantes judeus em escolas secundárias e universidades. 

Esse anti-semitismo intensificou-se enormemente durante a guerra. Quando os nazistas nomearam Rupnik como Inspetor Geral da Guarda Nacional, ele proclamou em seu discurso: "que os Partidários foram drogados e comprados por judeus, com a tarefa de destruir a nação eslovena, e que do lado da nação eslovena estava um Soldado alemão lutando contra os judeus do mundo".  Os propagandistas da Guarda Nacional protestavam regularmente contra a "conspiração judaico-bolchevique" e, em 1944, o principal jornal da Guarda Nacional eslovena escreveu:
“O Judaísmo quer escravizar o mundo inteiro. Pode escravizá-lo se também destruir economicamente todas as nações. É por isso que levou as nações à guerra para se autodestruírem e, assim, beneficiarem os judeus. O comunismo é o executor mais leal das ordens judaicas, juntamente com a democracia liberal. Ambas as ideias foram criadas por judeus para povos não-judeus. A nação eslovena também quer colocar o judaísmo de joelhos, juntamente com a sua decadência moral e empobrecimento" . 
Em Setembro de 1944, a Polícia da Guarda Nacional Eslovena prendeu 32 judeus, que até então tinham conseguido esconder-se em Ljubljana, e entregou-os aos nazis, que depois os enviaram para Auschwitz e outros campos de concentração, onde a maioria foi exterminada.

## Colaboração alemã
O general Leon Rupnik, prefeito de Liubliana e veterano do Exército Austro-Húngaro, impressionou a Alemanha que seria mutuamente benéfico para a Eslovênia e a Alemanha se os eslovenos pudessem se defender contra as atrocidades cometidas pelos comunistas. Domobranci prestou juramentos de lealdade e da nação eslovena no estádio Bežigrad, primeiro no aniversário de Hitler, 20 de abril de 1944, e a segunda vez em 30 de janeiro de 1945, o 12º aniversário da tomada do poder pelos nazistas na Alemanha. Na primeira cerimónia, os Domobranci de Liubliana, algumas outras unidades da província de Liubliana e membros do corpo policial da Guarda Nacional Eslovena prestaram juramento de lealdade. Antes do juramento, o bispo Gregorij Rožman realizou uma missa silenciosa para o Domobranci, depois, segundo testemunhas, optou por observar ao fundo, apesar de ter sido oferecido um lugar na arquibancada principal, e saiu logo em seguida. 
Durante a cerimónia de juramento, o presidente do governo provincial, Leon Rupnik, e o general SS Erwin Rösener fizeram discursos e também estiveram presentes alguns convidados, incluindo o cônsul honorário do Estado Independente da Croácia, oficiais comissionados da Guarda Interna Eslovena, o reitor da Academia Eslovena de Ciências e Artes e outros. Eles hastearam a bandeira alemã e também, pela primeira vez desde o início da ocupação, a bandeira eslovena (que foi proibida durante a ocupação italiana), e exibiram o brasão de Carniola. Primeiro tocaram o hino nazista e o hino esloveno Naprej zastava slave.   Após a cerimônia, Rösener concedeu medalhas Domobranci e distintivos de feridos. 
O juramento foi feito por insistência dos alemães, sob ameaça de dissolução da Guarda Nacional Eslovena. Por meio do juramento, Rösener queria maior disciplina entre os Domobranci e também instituísse uma base jurídico-formal, à qual pudesse referir-se formalmente ao lidar com a Guarda Nacional Eslovena. O juramento causou profundas dúvidas entre os domobranci, pois muitos desejavam evitar qualquer compromisso específico, exceto com a Pátria Eslovena. No dia do juramento, dez soldados domobranci recusaram-se a desfilar e foram presos. 
Apesar da data em que o juramento foi feito e da cenografia que o acompanha, o juramento não foi de lealdade a Hitler  (ao contrário do juramento de lealdade das SS), mas mesmo assim forneceu uma propaganda muito útil para os seus oponentes. Muitos oficiais, que já haviam prestado juramento de lealdade ao rei Pedro II da Iugoslávia enquanto estavam no Exército Iugoslavo, tentaram com mais ou menos sucesso evitá-lo. No entanto, agora Domobranci foi capaz de proteger aldeias e cidades enquanto os guerrilheiros estavam fugindo e admitindo a derrota. Assim, os Domobranci conseguiram manter os comunistas afastados durante quase dois anos e recuperar território dos guerrilheiros. As unidades do Litoral e da Alta Carniola nunca prestaram juramento. 

Membros do Domobranci e da força policial prometeram que:
“Juro por Deus Todo-Poderoso que serei leal, corajoso e obediente aos meus superiores, que permanecerei na luta comum com as forças armadas alemãs, que estão sob o comando do líder da Grande Alemanha, das tropas SS e da polícia contra bandidos e o comunismo e seus aliados; este dever cumprirei conscientemente pela minha pátria eslovena como parte de uma Europa livre. Por esta luta também estou pronto a sacrificar a minha vida. Que Deus me ajude!"
Cada Domobranec também assinou uma declaração escrita em alemão e esloveno que:
"Entrei voluntariamente no Slovensko Domobranstvo, na batalha e na destruição do comunismo que já trouxe tristeza ao meu país e pôs em perigo toda a Europa. A minha resolução fixa com todas as suas forças é lutar sob a liderança alemã para a satisfação do meu país e a Europa e a isto dedico a minha vida. Confirmei hoje este compromisso por juramento sagrado. Fui informado sobre os meus deveres e direitos em matéria de serviço, disciplina e pagamento."

## Rescaldo da Segunda Guerra Mundial
Quase todos os membros do SD fugiram da Eslovênia e refugiaram-se na província da Caríntia, no sul da Áustria, no final da guerra (maio de 1945). A maioria foi devolvida à Iugoslávia pela administração militar britânica e muitos foram executados pelas novas autoridades comunistas.   O número total de Domobranci executados sumariamente em execuções em massa pelas autoridades ultrapassa 11.400.  Aqueles que não foram baleados diretamente foram frequentemente enviados em repetidas marchas da morte de um campo de prisioneiros para outro. 
O governo esloveno criou a Comissão sobre Valas Comuns Ocultas na Eslovénia e documentou as valas comuns dos prisioneiros de guerra. Eles foram investigados entre novembro de 2005 e outubro de 2009. As unidades de prisioneiros de guerra que não foram executadas foram colocadas em campos de concentração iugoslavos. 
As execuções sumárias foram condenadas publicamente pela primeira vez numa entrevista que o escritor Boris Pahor teve com o poeta e político Edvard Kocbek, resultando numa campanha do governo titoíta contra ambos no "Escândalo Zaliv de 1975".

### Leitura Adicional
- Mlakar, Boris (2003). Slovensko domobranstvo : 1943-1945 (em esloveno). Ljubljana: Slovenska matica. ISBN 961-213-114-7
- Nose, Aleš (2008). Domobranci zdravo - Bog daj (em esloveno). Ljubljana: Modrijan. ISBN 978-961-241-223-4
- Kladnik, Tomaž (2006). Slovenska partizanska in domobranska vojska (em esloveno). Ljubljana: Defensor. ISBN 978-961-6177-11-5
- http://www.slovenianhistorical.ca/slovenia-before-1945.html